# Oasis 79.7

## 概要
Oasis 79.7（オアシス なな・きゅう・なな）は、FM長野の平日朝の生放送情報番組である。
2008年9月までは平日月 - 金曜の放送であったが、2008年10月の改編で金曜日は別番組『GOOD MORNING RADIO!』となった。
放送は、松本市の本社スタジオから行われている。
2019年5月16日、放送3000回を迎え、記念の番組ステッカーが制作された。

## 出演者

### パーソナリティ
現在
- 伊織智佳子

過去
- 高寺直美
- 小池さえ子

## タイムテーブル
2023年4月現在
- 7:33 Flash News～Domestic & World
- 7:40 No.1s
- 7:48 Flash News～Nagano & Sports
- 7:52 トラフィック&ウェザー
- 8:00 ONE MORNING
  - 8:00 SUZUKI TODAY'S KEY NUMBER
  - 8:09 ルートインホテルズ 今日のスポーツ
  - 8:10 NEW TREND ONE
- 8:24 国語の時間
- 8:28 天気予報
- 8:41 Flash News～Nagano
- 8:46 交通情報
- 8:55 FM長野ニュース(JFNニュース)
- 9:04 Attention!
- 9:25 交通情報
- 9:40 天気予報